# Amnesia (singel Roxen)
Amnesia – utwór muzyczny rumuńskiej piosenkarki Roxen wydany w marcu 2021. Singel skomponowali Adelina Stîngă i Victor Bouroșu. 
Mroczna ballada lirycznie opowiada o walce z zaniedbywaniem siebie we współczesnym społeczeństwie, nazywając to zjawisko „self-love amnesia” (amnezją miłości do samego siebie).
W celach promocyjnych jednocześnie z cyfrową premierą utworu ukazał się teledysk, wyreżyserowany przez Bogdana Pauna. Utwór został wybrany wewnętrznie przez rumuńskiego nadawcę Televiziunea Română (TVR) do reprezentowania kraju w 65. Konkursie Piosenki Eurowizji (2021).

## Wydanie
Utwór „Amnesia” został napisany przez Adelinę Stîngă i Victora Bouroșu, który zajął się produkcją utworu. Bouroșu, lepiej znany pod pseudonimem Vicky Red, współpracował wcześniej z Roxen przy kilku piosenkach, w tym przy m.in. utworze „Alcohol You”, który zwyciężył rumuńskie preselekcje na Konkurs Piosenki Eurowizji 2020, Selecția Națională. Konkurs został jednak odwołany z powodu pandemii COVID-19.
„Amnesia” została wydana do digital download i mediów strumieniowych na różnych terytoriach 4 marca 2021 nakładem Warner Music Poland, z którym wytwórnia Roxen, Global Records, współpracowała przy kampanii promocyjnej w lipcu 2020 roku. Piosenka była dostępna w sklepach już przed planowaną premierą o godzinie 20:00 CET tego samego dnia w TVR1.

## Kompozycja i interpretacja liryczna
Muzycznie „Amnesia” została opisana jako „melancholijna” i „mroczna” ballada, która miała podobny „wrażliwy” i „delikatny” charakter do „Alcohol You”, ale jest to odejście od tanecznego popu autorki. Roxen śpiewa w utworze w „chrapliwy” sposób, który oprócz chwytliwego i komercyjnego charakteru utworu został doceniony przez wielu krytyków muzycznych.
Tekstowo „Amnesia” zagłębia się w walkę z zaniedbywaniem siebie we współczesnym społeczeństwie. Tekst został określony jako „czasami brutalny” i mający „ton [...] smutku i zagubienia”.
Odnosząc się do przesłania utworu, Roxen stwierdziła: 

Ostatni rok był szalony […]. Amnesia w jakiś sposób udaje udzielić głosu wszystkim stłumionym uczuciom i ludziom, których głosów nie słyszano, w sposób, który jest dla mnie niesamowicie jasny.

## Teledysk i promocja
Teledysk nakręcony w Teatrze Narodowym w Bukareszcie, wizualnie przedstawia Roxen i kilku tancerzy wykonujących taniec współczesny, przedstawiając historię kobiety, której udaje się zapanować nad swoimi lękami. Kończy się przesłaniem: „For every shout that went unheard” („Za każdy krzyk, który nie został wysłuchany”). Rumuńska stacja telewizyjna Televiziunea Română (TVR) wyjaśniła, że teledysk opowiada historię „samotnej dziewczyny, która zmaga się ze swoim wnętrzem, ze stanami kontrolowanymi przez jej zewnętrzne otoczenie. Mimo że nieustannie otaczają ją lęki, które przejmują nad nią kontrolę, udaje jej się ich pozbyć, odzyskuje kontrolę i staje się coraz silniejsza”.
W celu promocji Roxen wykonała utwór podczas wirtualnych koncertów Concert in the Dark oraz Wiwi Jam odpowiednio w kwietniu i maju 2021 roku.

## Konkurs Piosenki Eurowizji

### Wybór wewnętrzny
Podobnie jak w przypadku odwołanego Konkursu Piosenki Eurowizji 2020, Roxen została ponownie wybrana wewnętrznie do reprezentowania Rumunii w konkursie w 2021 w ramach współpracy nadawcy TVR z wytwórnią Global Records. Singel „Amnesia” został wybrany jako utwór przez wewnętrzne jury złożone z kilku profesjonalistów z branży muzycznej. Była to jedna z sześciu innych anglojęzycznych piosenek z listy, których Roxen nagrała demo.

### W Rotterdamie

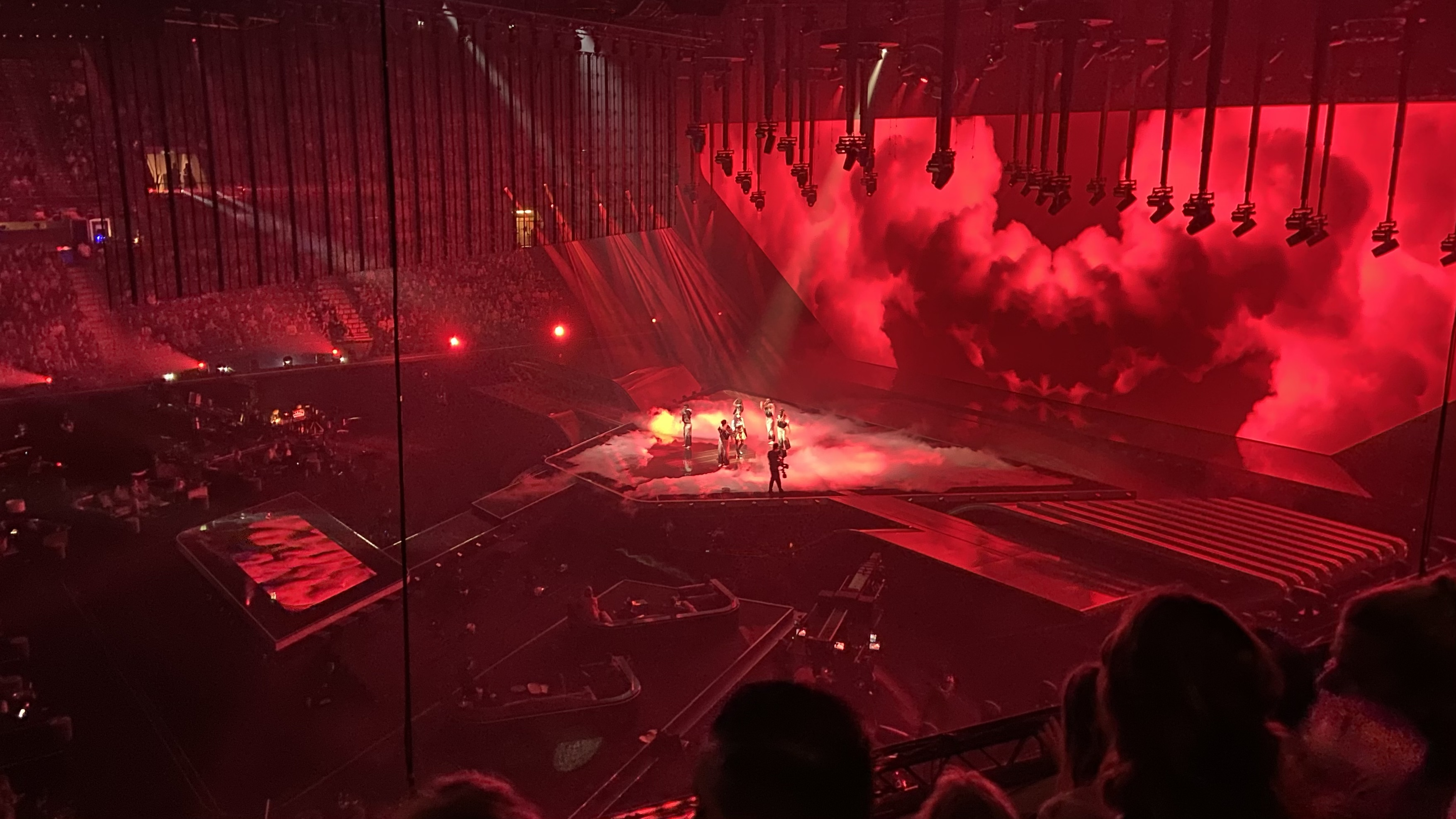
Występ „Amnesia” podczas próby jurorskiej 65. Konkursu Piosenki Eurowizji (2021).

18 maja został zaprezentowany przez reprezentację jako trzynasty w kolejności w pierwszym półfinale konkursu, zajmując 12. miejsce w półfinale, nie kwalifikując się do finału konkursu.

## Notowania na listach przebojów
| Kraj     | Lista (2021)                                   | Najwyższe miejsce |
| -------- | ---------------------------------------------- | ----------------- |
| Belgia   | Ultratop 50 Singles (Flandria): Bubbling Under | 222               |
| Holandia | Single Top 100                                 | 126               |
| Litwa    | Singlų Top 100                                 | 51                |

## Lista utworów
Digital download
1. „Amnesia” – 2:54